# Soda Stereo

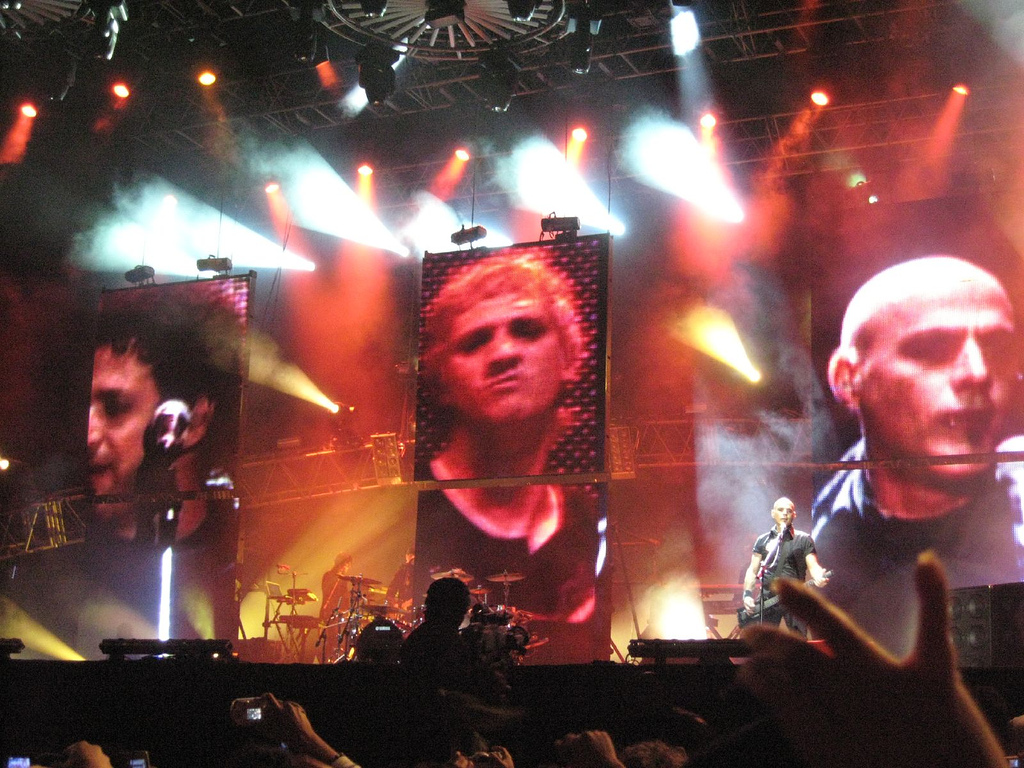
Soda Stereo în orașul Lima, Peru.

Soda Stereo a fost o formație muzicală argentiniană de rock formată în orașul Buenos Aires în anul 1982. Formația a fost compusă din Gustavo Cerati (solist vocal și chitară), Héctor "Zeta" Bosio (chitară bas și voce de fundal) și Carlos Alberto Ficicchia Charly Alberti (percuție). Formația s-a destrămat în anul 1997 și s-a reunit în 2007. A fost foarte bine primit de public și de critici. Ani de activitate: 1982-1997 și 2007.

## Discografie

### Albume de studio
- Soda Stereo (1984)
- Nada Personal (1985)
- Signos (1986)
- Doble Vida (1988)
- Canción Animal (1990)
- Dynamo (1992)
- Sueño Stereo (1995)

## Videografie
- Ruido Blanco (1988)
- Canción Animal (1991)
- Una Parte de la Euforia (2004)
- El Último Concierto (2005)
- Comfort y Música Para Volar (2007)
- Gira Me Verás Volver (2008)